# Черепаха Жоффруа
Черепаха Жофруа (Phrynops geoffroanus) — типовий вид черепах з роду Жабоголові черепахи родини Змієшиї черепахи. Отримала назву на честь французького зоолога Етьєна Жоффруа Сент-Ілера.

## Опис
Загальна довжина становить 35 см. Голова доволі невеликого розміру, морда округла. Шия помірно коротка. Має плаский овальний панцир. Передні лапи мають плавальні перетинки.
Карапакс має зеленувато-буре забарвлення із світло-жовтою облямівкою по краях спинного щита.

## Спосіб життя
Усе життя проводить у водоймах. Здебільшого активно у присмерку. Харчується рибою, безхребетними, молюсками.
Самиця відкладає від 10 до 20 кулястих яєць. Інкубаційний період триває від 4 до 4,5 місяців.

## Розповсюдження
Мешкає у Венесуелі, південно-східній Колумбії, східному Еквадорі, східному Перу, південно-східній Бразилії, північній Болівії, Парагваї, північно-східній Аргентині.